# Erica alfredii
Erica alfredii är en ljungväxtart som beskrevs av Guthrie och Bolus. Erica alfredii ingår i släktet klockljungssläktet, och familjen ljungväxter. Inga underarter finns listade i Catalogue of Life.